# Александров Денис Олегович
Дени́с Оле́гович Алекса́ндров (нар. 5 травня 1992, Одеса, Україна) — український футболіст, нападник комсомольського футбольного клубу «Гірник-спорт».
Відомий також виступами в українському футбольному клубі «Чорноморець» з міста Одеса та його фарм-клубі «Чорноморець-2», а також у білоруському футбольному клубі «Славія-Мозир».

## Життєпис

### Клубна кар'єра
Денис Александров народився 5 травня 1992 року в українському місті Одеса. Почав грати у футбол ще у дитинстві, а у віці тринадцяти років почав грати у чемпіонаті ДЮФЛ за місцеву одеську ДЮСШ-11. Першим тренером юного футболіста став Іван Мацанський. У сезоні 2010—2011 зіграв за «Чорноморець-2» 20 ігор, де забив 2 голи у другій лізі чемпіонату України. Однак, коли основна команда клубу поновилася у класі та повернулася до Прем'єр ліги, фарм-клуб було розформовано, а Денис почав грати за молодіжний склад команди. У молодіжному чемпіонаті Александров провів наступні два сезони, відігравши 52 матчі, де забив 7 голів.
5 серпня 2013 року стало відомо, що Денис на правах оренди перейшов до білоруського клубу «Славія-Мозир». Контракт розрахований до 31 грудня 2013 року. Свій перший матч у складі «чорних орлів» Денис провів 3 серпня 2013 року проти жодінського «Торпедо-БелАЗ». Александров вийшов на поле на 82-й хвилині Ігоря Кострова. Матч закінчився перемогою чорно-червоних з рахунком 1:0.
Восени 2014 року Денис Александров повернувся в Україну, де підписав контракт з першоліговим муніципальним футбольним клубом «Миколаїв».

#### Статистика виступів
| Клуб | Ліга              | Сезон             | Чемпіонат | Чемпіонат | Кубок | Кубок | Інші змагання | Інші змагання | Інші змагання | Всього | Всього |
| Клуб | Ліга              | Сезон             | Ігор      | Голів     | Ігор  | Голів | Назва         | Ігор          | Голів         | Ігор   | Голів  |
| --- | ----------------- | ----------------- | --------- | --------- | ----- | ----- | ------------- | ------------- | ------------- | ------ | ------ |
| МФК «Миколаїв» | 1Л                | 13-14             | 0         | 0         | 0     | 0     | -             | -             | -             | 0      | 0      |
| МФК «Миколаїв» | Всього            | Всього            | 0         | 0         | 0     | 0     |               | 0             | 0             | 0      | 0      |
| «Славія-Мозир» | ВЛ                | 2013              | 7         | 0         | 1     | 0     | -             | -             | -             | 8      | 0      |
| «Славія-Мозир» | Всього            | Всього            | 7         | 0         | 1     | 0     |               | 0             | 0             | 8      | 0      |
| «Чорноморець» О | ПЛ                | 12-13             | 0         | 0         | 0     | 0     | ПД            | 27            | 5             | 27     | 5      |
| «Чорноморець» О | ПЛ                | 11-12             | 0         | 0         | 0     | 0     | МП            | 25            | 2             | 25     | 2      |
| «Чорноморець» О | Всього            | Всього            | 0         | 0         | 0     | 0     |               | 52            | 7             | 52     | 7      |
| «Чорноморець-2» О | 2Л                | 10-11             | 20        | 2         | 0     | 0     | -             | -             | -             | 20     | 2      |
| «Чорноморець-2» О | Всього            | Всього            | 20        | 2         | 0     | 0     |               | 0             | 0             | 20     | 2      |
| Всього за кар'єру | Всього за кар'єру | Всього за кар'єру | 27        | 2         | 1     | 0     |               | 52            | 7             | 80     | 9      |
| * 2Л — друга ліга; ПЛ — Прем'єр—ліга; ВЛ — вища ліга; МП — молодіжна першість; ПД — першість дублерів; 1Л — перша ліга. |                   |                   |           |           |       |       |               |               |               |        |        |
| Останнє оновлення 12 квітня 2014.                                                                                       |                   |                   |           |           |       |       |               |               |               |        |        |